# روبرتو جوستوس
روبرتو جوستوس (بالبرتغالية: Roberto Justus‏) هو شخصية أعمال برازيلي، ولد في 30 أبريل 1955 في ساو باولو في البرازيل. وهو معروف على نطاق واسع بتقديمه النسخة البرازيلية من برنامج الواقع O Aprendiz الذي تم بثه على قناة Record TV في الفترة من 2004 إلى 2009، وهو مقتبس من البرنامج الأمريكي الشهير The Apprentice. الذي ابتكره المنتج البريطاني مارك بيرنت وشارك في إنتاجه دونالد ترامب، 

## وصلات خارجية
- روبرتو جوستوس على موقع IMDb (الإنجليزية)
- روبرتو جوستوس على موقع ميوزك برينز (الإنجليزية)
- روبرتو جوستوس على موقع قاعدة بيانات الفيلم (الإنجليزية)